# 竜の歯

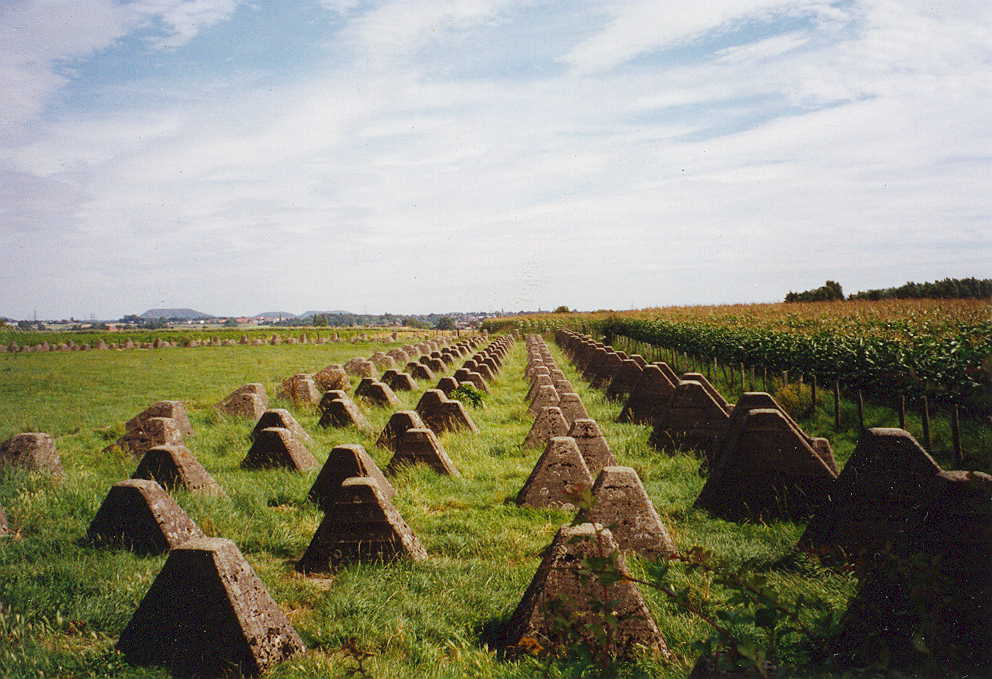
ジークフリート線跡に残る竜の歯（ドイツのアーヘン近郊）

竜の歯（ ドイツ語: Drachenzähne、英: Dragon's teeth ）は、戦車や機械化歩兵の移動を妨げるために設置される鉄筋コンクリート製の四角錐の防御用障害物である。これによって戦車を減速させて、対戦車兵器による攻撃を容易にするキルゾーンを形成するものだった。第二次世界大戦中に最初に使用され、特に欧州戦線でナチス・ドイツ西部国境を守るジークフリート線において広く採用された。

## 第二次世界大戦
竜の歯は、 ヨーロッパ戦域でいくつかの軍隊によって使用された。ドイツ国防軍はジークフリート線と大西洋の壁でそれらを広範囲に使用した。通常、各「歯」は90 - 120 cm (3 - 4 ft)の高さで規格化されていた。
地雷がしばしば個々の「歯」の間に敷設され、さらに歩兵を妨害する有刺鉄線や、戦車をさらに妨害する斜めに配置された鋼鉄の梁など、「歯」の列に沿ってさらに障害物が設置された。1940年から1941年の英国では多数が設置され、ドイツ軍の英国本土上陸（アシカ作戦）に備えていた。
「地雷原の後ろにはドラゴンの歯があった。それは10～30メートル幅のコンクリートの床の上に設置され、床は地中1、2メートルの深さに作られていた（床の下にトンネルを掘って爆薬で吹き飛ばすことができないようにである）。この床の上に「歯」、つまり頭を平たくした強化コンクリートのピラミッドが並んでいた。高さは最前列で1メートルほど、最後列で2メートルである。戦車が通れないように互い違いに、適度な間隔で設置されていた。この歯の間には地雷原、有刺鉄線、そして砲撃ではほとんど破壊できないトーチカがあり、これはドイツ側から前線すべてにわたって十字砲火が可能なように作られていた。トーチカを奪取するには歩兵が背後に回って入口を攻撃するしかなかった。しかし第一のトーチカ列とドラゴンの歯の後ろには必ず第二の列があり、たいてい第三の列があり、時には第四の列まであった。」
膨大な数が設置され、また、耐久性のある構造のため、今日でも何千という竜の歯が、特にジークフリート線の跡地で見られる。

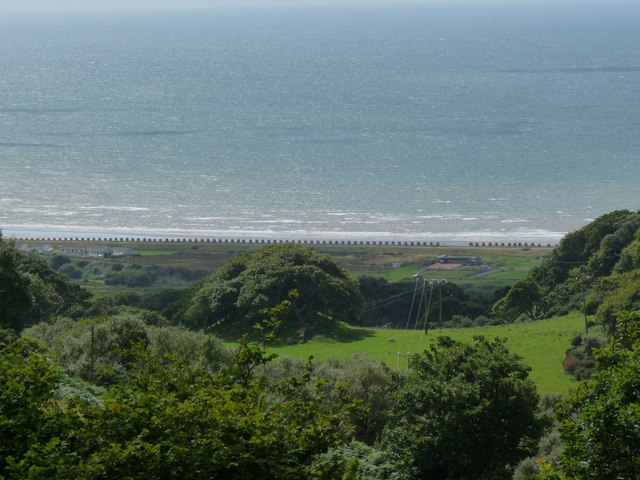
2009年、英国ウェールズのフェアボーン海岸に残る、第二次世界大戦時の竜の歯。戦車の上陸を阻止するために設計された。2009年撮影。
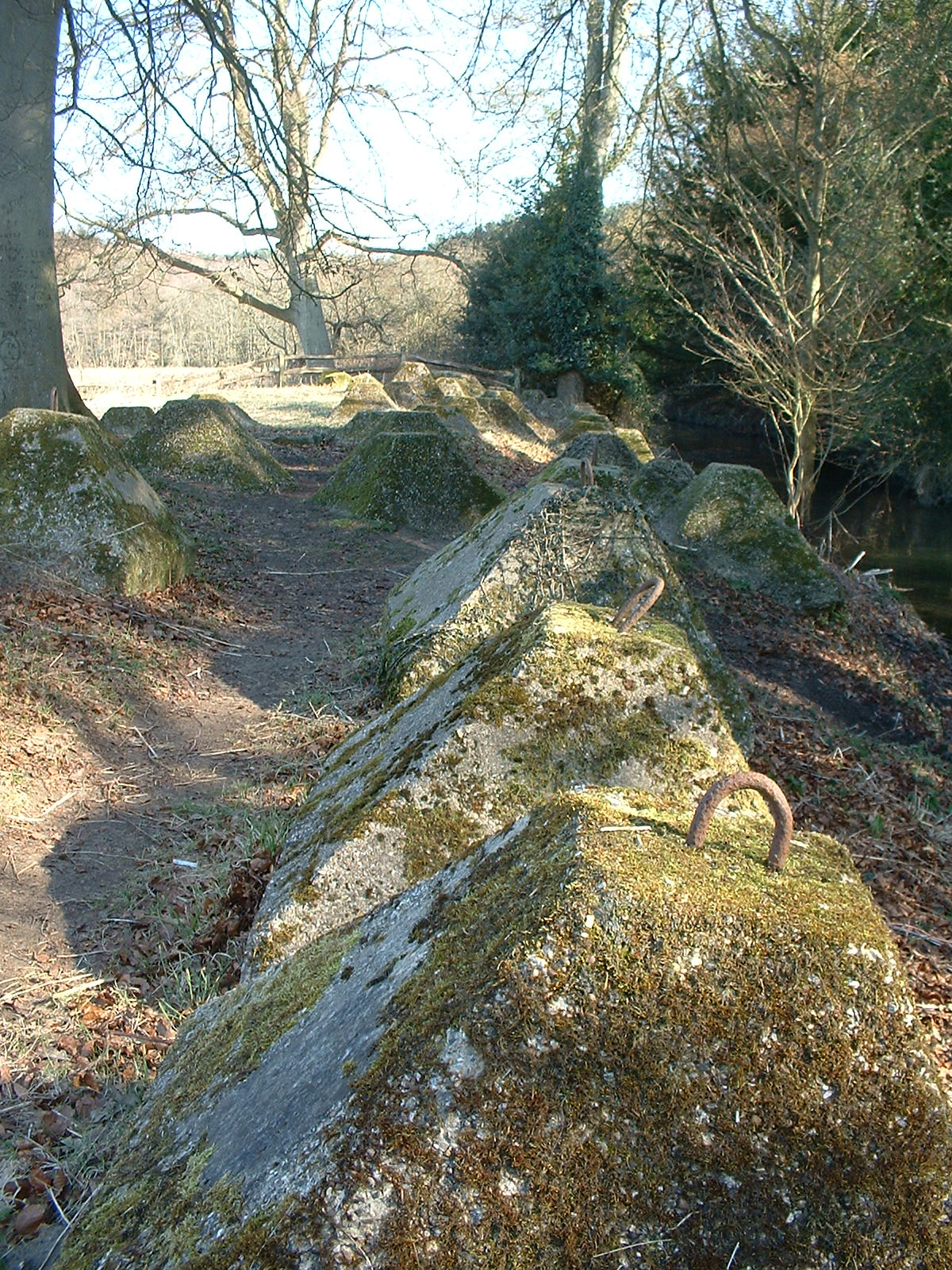
英国サリーのウェイバリー修道院近くに残る「GHQ線」の竜の歯。2006年撮影。
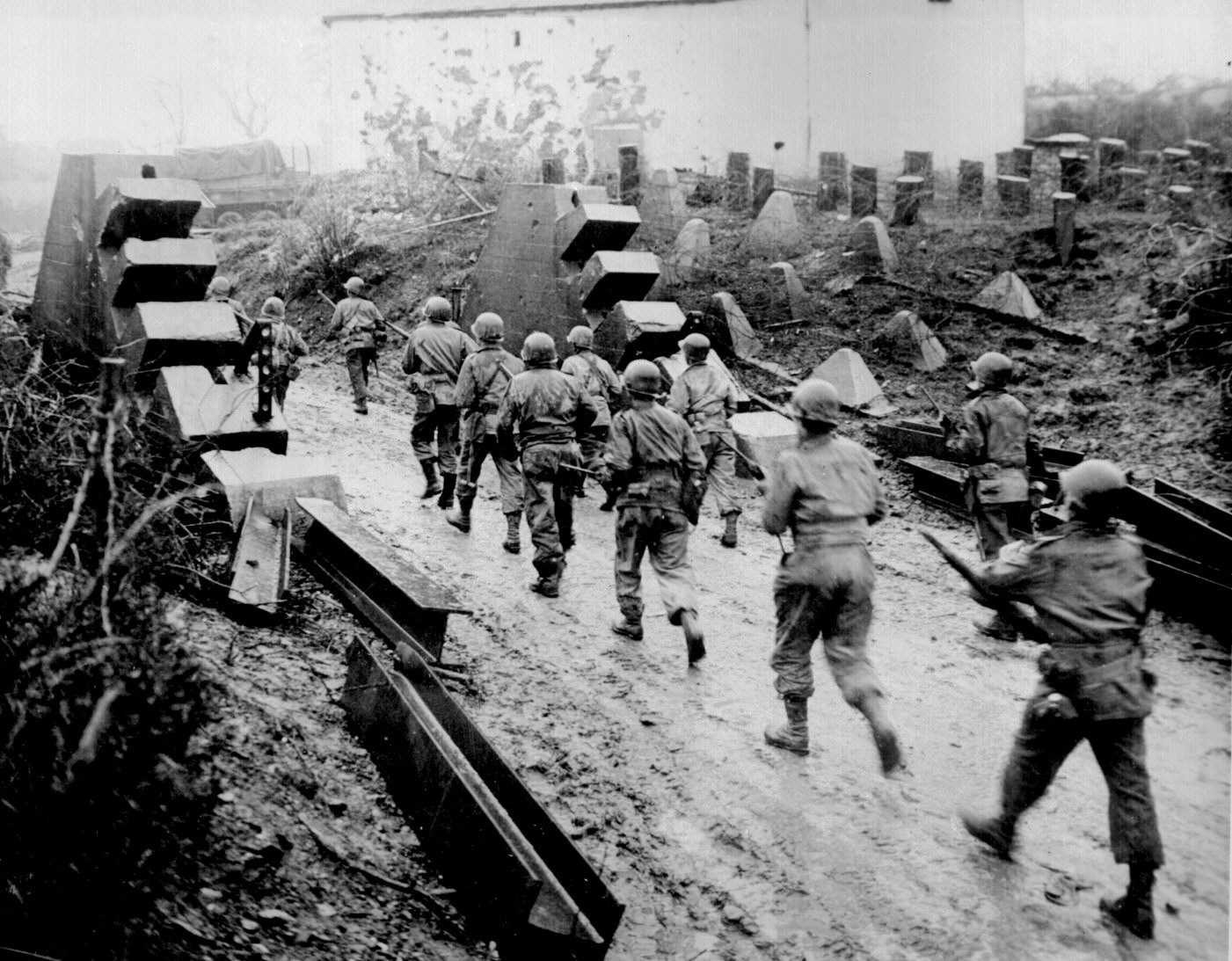
1944年、ジークフリート線を突破して竜の歯を通り抜けるアメリカ陸軍部隊。
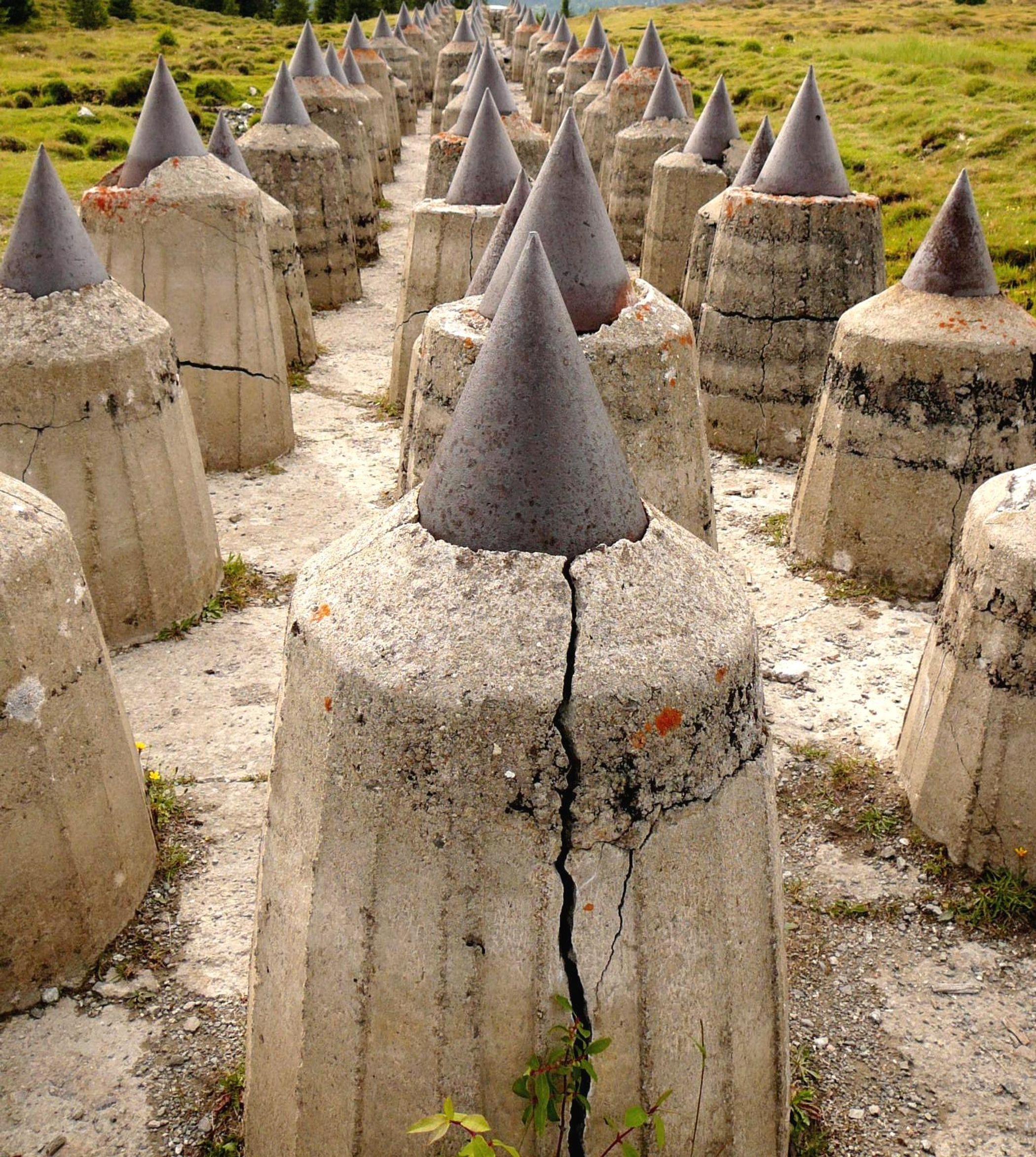
イタリア北部に残る「アルプス壁（英語版）」の竜の歯

## 第二次世界大戦後

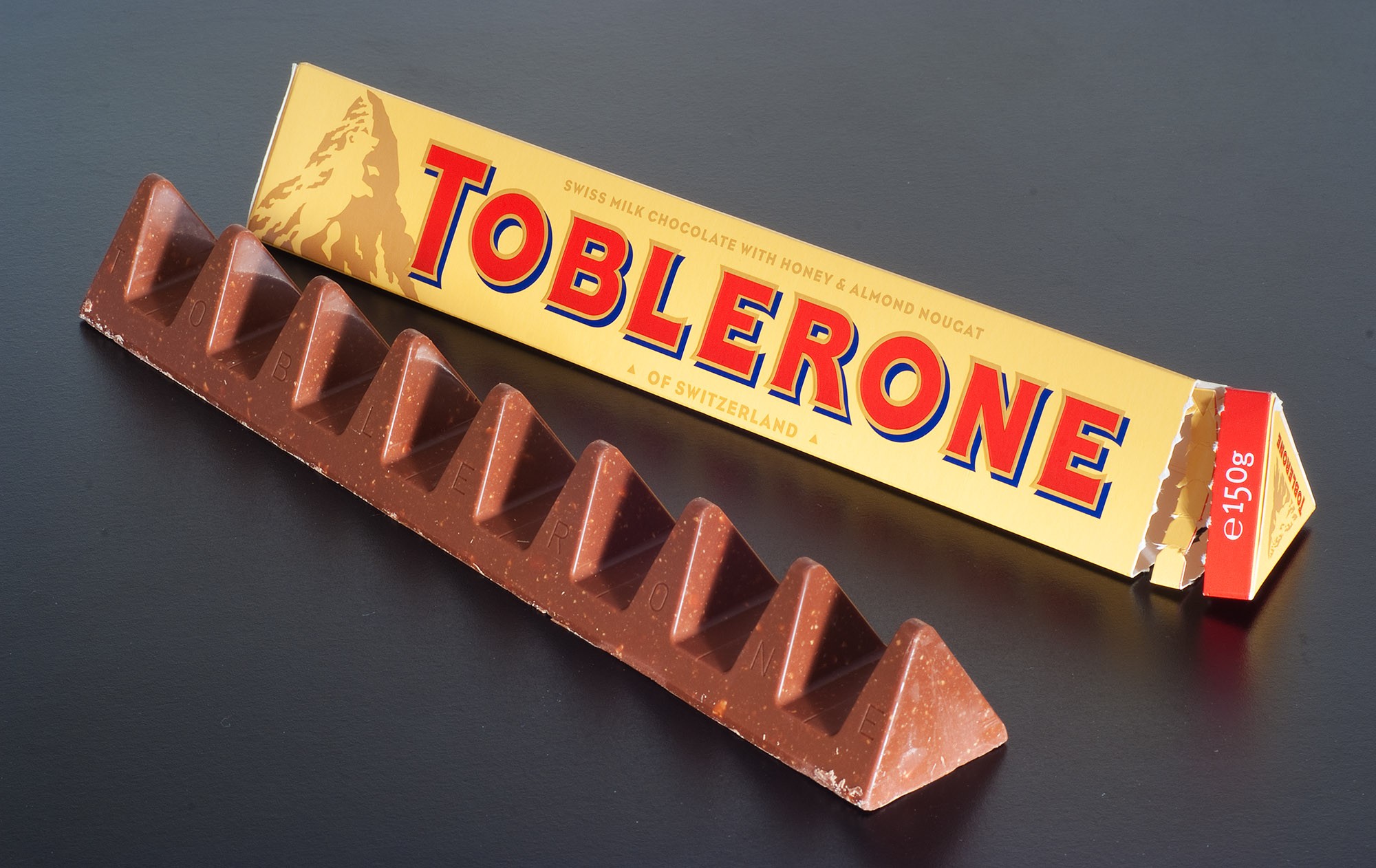
スイス製チョコレートバーのトブラローネ

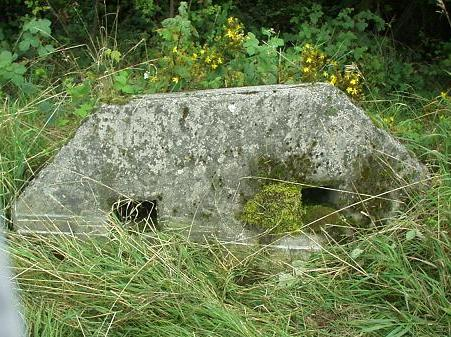
路肩に設置されたヒンケルシュタイネ

スイスは、特定の戦略的地域で竜の歯列を維持し続けている。軍事的俗語では、これらの構造物はチョコレートバーにちなんで「トブラローネ線」と呼ばれている。
ドラゴンの歯は、 韓国の非武装地帯の境界線に沿った一部の領域にも存在している。ベルリンの壁の東ドイツ側でも使用されていた。
この英単語は現在でも生き延びており、現在では、農村の駐車場や道路沿いなど、車両の侵入を阻止するために地面に設置された支柱やペグの列を表すのにも使用できる。「ボラード」はそのような柱の別名である。
ユーゴスラビアの崩壊後に形成された国など、一部の国では移動可能な「歯」が製造され、戦略的な場所の道端に仮置きされており、有事には持ち上げて道路に置くことができる。
世界ラリー選手権（WRC）のドイツラウンドであるラリー・ドイチュラントのいくつかのステージは、バウムホルダーの軍事訓練場内の道路を走っているが、路肩は「ヒンケルシュタイネ（独: Hinkelsteine）」と呼ばれる竜の歯で囲まれている。戦車が道路から逸れるのを防ぐために設置されているが、滑りやすいコンクリート舗装の曲がりくねった道路脇に敷設されているため、道を逸れたラリーカーがダメージを負う危険なコースとして知られている。
2022年ロシアによるウクライナ侵攻において、ロシア連邦軍がウクライナの占領地域において、反攻してくるウクライナ軍に備えて、塹壕や地雷原と組み合わせた竜の歯を設置した。
2025年時点で、イスラエルが占拠しているラファ検問所（エジプト－ガザ地区国境）では、竜の歯が設置されていることが報道写真で判明している。